# Мануйлівка (Горлівський район)
Ману́йлівка — село Сніжнянської міської громади Горлівського району Донецької області, Україна. Населення становить 725 осіб.

## Географія
Селом тече річка Оріхова.

## Загальні відомості
Відстань до райцентру становить близько 22 км і проходить автошляхом місцевого значення.
Землі села межують із територією с-ща. Балка, смт Первомайське Сніжнянська міська рада, м. Сніжне та м. Чистякове Донецької області.
Унаслідок російської військової агресії із серпня 2014 р. Мануйлівка перебуває на тимчасово окупованій території.

## Населення
За даними перепису 2001 року населення села становило 725 осіб, із них 82,07 % зазначили рідною мову українську, 17,79 % — російську та 0,14 % — білоруську мову.